# 蔣元溥
蔣元溥（1803年—？），字誉侯，湖北天门人。清朝政治人物，探花及第。蒋祥墀之孙、蒋立镛之子。
道光八年（1827年），乡试中举。道光十三年（1833年），登癸巳科进士一甲第三名（探花），授翰林院编修。道光十四年，任顺天乡试同考官，充任国史馆协修。道光十五年，任文渊阁校理。道光十六年，任教习庶吉士。道光十七年，任国史馆纂修。道光二十年，任国史馆总纂官，再次出任顺天乡试同考官。道光二十一年，任国子监司业。道光二十九年，任司经局洗马、翰林院侍讲。道光三十年，任实录馆提调，累迁为翰林院侍讲，出任会试同考官。咸丰元年，任日讲起居注官，后外任江西赣州府知府。咸丰二年，外任江西九江府知府，迁任江西盐法道员，后死于任上。著有《木天清课彤馆赋钞》。有子蒋启勋、孙蒋传燮，均为进士出身。